# Серебряков, Эдуард Прокофьевич
Эдуа́рд Проко́фьевич Серебряко́в (11 апреля 1935, Москва, РСФСР — 4 апреля 2014, там же, Российская Федерация) — советский и российский химик-органик, член-корреспондент РАН.

## Биография
Кандидат химических наук
Являлся заведующим лабораторией Института органической химии им. Н. Д. Зелинского РАН. Доктор химических наук, профессор, лауреат премии им. А. М. Бутлерова РАН. Член-корреспондент РАН (1997).
Похоронен на Армянском кладбище в Москве.

## Научные интересы
Специалист в области органической и биоорганической химии. Основные исследования посвящены методологии синтеза низкомолекулярных биорегуляторов (феромоны, фитогормоны и др.), фотохимии; межфазному, металлокомплексному и ферментативному катализу в целенаправленном синтезе.

## Награды и звания
Государственная премия Российской Федерации за цикл трудов «Ациклические изопреноиды: химия и синтез биологически активных веществ на их основе» (1998).